# Ефекат сидрења
Ефекат сидрења је когнитивна пристрасност у којој на одлуке појединца утиче одређена референтна тачка или 'сидро'. Једном када је вредност сидра постављена, накнадне процене, ставови, аргументи итд. појединца могу се променити у односу на оно што би иначе били без сидра. На пример, ако појединац прво види мајицу која кошта 10000 динара - а затим види другу која кошта 5000 динара - склонији је да другу мајицу види као јефтину. Док, да је само видео другу мајицу, по цени од 5000 динара, вероватно је не би сматрао јефтином. Сидро – прва цена коју је појединац видео – је неоправдано утицала на његово мишљење.

## Експерименти
Први научници који су проучавали сидрење били су Ејмос Тверски и Данијел Канеман. Они су у једном експерименту рекли испитаницима да помноже бројеве од 1 до 8 као 1 × 2 × 3 × 4 × 5 × 6 × 7 × 8 или у обрнутом редоследу, као 8 × 7 × 6 × 5 × 4 × 3 × 2 × 1. Пошто су имали свега пар секунди да израчунају овај број, у првом случају просечна вредност који су испитаници добили била је 512, док је у другом случају била 2,250. Ово се објашњава на следећи начин: када је низ почињао малим бројевима, производ је редом износио 1, 2, 6, 24, тако да су испитаници претпостављали да укупан производ мора бити број доста већи од 24, на пример 500. У другом случају, првих пар производа били су 8, 56, 336, тако да је производ поново морао бити много већи број, на пример 2,500 (прави одговор је 40,320). На овом примеру се види како испитаници заснивају свој став на неком недовољно репрезентативном примеру. Сидро је у овом случају производ првих пар бројева. 

Други експеримент који су ова двојица научника обавила био је када су испитаницима рекли да заврте рулет на ком су се могли добити само бројеви 10 и 65, а затим да процене постотак чланства aфричких земаља у Уједињеним нацијама. Испитаници који су добили број 10 на рулету просечно су рекли да претходно поменут проценат износи 25%, док су испитаници који су добили број 65 на рулету просечно рекли да је тај проценат 45%. 
- Данијел Канеман, један од првих који је проучавао ефекат сидрења.

### Сидрење у маркетингу
Сидрење у маркетингу и оглашавању је кључни алат који се користи за повећање продаје. Постоји низ кључних техника које се користе да би се искористила пристрасност сидрења. Први је да се цена производа вештачки повећа, али да има честе „попусте“. Бројне продавнице прехрамбених производа то раде редовно. Имајући високу „сидрену“ цену, попусти изгледају као добар посао. Имамо и ресторане који користе технике сидрења. На пример, њујоршки ресторан Серендипити 3 представио је „хотдог“, који кошта 69 долара и што га је чинило најскупљим на свету. Ово је било дизајнирано да буде сидро. Када муштерија уђе и види хотдог од 69 долара, хамбургер и помфрит од 17,95 долара изгледају јефтино. Ресторан је такође издао Златни десерт од 1.000 долара који је био доступан уколико би се резервисао 48 сати унапред. Продат је само један, али је помогао да се повећа продаја јефтинијих десерта као што су воће и колачи од 15,50 долара.
- Пример „хотдог-а“ ког је продавао Серендипити 3

Још један пример je код продаје аутомобила. На пример, продавци половних аутомобила често користе „сидра“ да започну преговоре. Дакле, уместо да траже 3.000 евра за аутомобил, траже 5.000 евра. На тај начин, када снизе цену аутомобила чини се да смо „направили бољи посао“, а 5.000 евра је сидро.

### Покушај заобилажења сидрења
Разне студије су показале да је сидрење веома тешко избећи. На пример, у једној студији студенти су добили погрешна сидра. Питали су их да ли је Махатма Ганди умро пре или после 9. године, или пре или после 140. године. Јасно је да ниједно од ових сидара не може бити тачно, али када је од две групе затражено да кажу када мисле да је Ганди умро, претпоставили су значајно другачије ( просечна старост од 50 у односу на просечну старост од 67 година).
Друге студије су покушале да елиминишу сидрење много директније. У студији која је истраживала узроке и својства сидрења, учесници су били изложени сидру и замољени да погоде колико је лекара наведено у локалном телефонском именику. Осим тога, експлицитно су обавештени да би сидрење „покварило” њихове одговоре и да би требало да дају све од себе да не утиче на њих. Контролна група није добила никакво сидро нити објашњење. Без обзира на то како су били информисани и да ли су информисани исправно, све експерименталне групе су дале веће процене од контролне групе. Стога, упркос томе што су били свесни ефекта сидрења, учесници и даље нису могли да га избегну. Касније истраживање је показало да чак и када им се понуди новчана стимулација, људи нису у стању да се ефикасно занемаре ефекат сидрења.

### Сидрење у групама
С обзиром на стару изреку да су „две главе паметније од једне“, често се претпоставља да групе доносе непристрасније одлуке у односу на појединце. Међутим, ова претпоставка је поткрепљена различитим истраживањима која нису моглa доћи до општег закључка. Ипак, иако су неке групе у стању да доносе боље одлуке од појединачних чланова, утврђено је да су једнако пристрасне или чак пристрасније у односу на своје индивидуалне колеге.
Могући узрок би био дискриминишући начин на који се информације саопштавају и обрађују на основу знања и уверења сваког појединца. Ово резултира смањеним квалитетом у процесу доношења одлука и сходно томе, појачава већ постојеће укорењене пристрасности.  
Узрок групног сидрења остаје нејасан. Групна сидра могу бити успостављена на нивоу групе или могу једноставно бити кулминација личних сидра неколико појединаца. Претходне студије су показале да када им је дато сидро пре експеримента, појединачни чланови су променили одговарајућа сидра да би донели одлуку у правцу постављеног сидра. Међутим, разлика између индивидуалних и групних пристрасности сидра постоји, при чему групе имају тенденцију да игноришу или занемарују спољне информације због поверења у заједнички процес доношења одлука.
Присуство преференција пре сидра такође је ометало степен до којег су спољашња сидра утицала на групну одлуку, пошто групе имају тенденцију да придају већу тежину сидрима које саме поставе.

## Узроци
Изнето је неколико теорија да би се објаснило шта узрокује сидрење, и иако су нека објашњења популарнија од других, не постоји консензус о томе која је најбоља. У студији о могућим узроцима сидрења, два аутора су описала сидрење као лако за демонстрирање, али тешко за објаснити. Најмање једна група истраживача је тврдила да је у игри вишеструки узроци и да је оно што се зове „сидрење“ заправо неколико различитих ефеката.

### Сидрење и прилагођавање
У својој оригиналној студији, Тверски и Канеман изнели су гледиште које је касније названо сидрење као прилагођавање. Према овој теорији, када је сидро постављено, људи се удаљавају од њега да би дошли до коначног одговора; међутим, они се недовољно удаљавају, што доводи до тога да њихова коначна претпоставка буде ближа сидру него што би иначе била. Други истраживачи су такође пронашли доказе који подржавају објашњење сидрења и прилагођавања. Фактори који утичу на способност за корекцију просуђивања, као што су интоксикација алкохолом и извођење напорног когнитивног оптерећења (увежбавање дугог низа цифара у радној меморији) имају тенденцију да повећају ефекте сидрења. Ако људи знају у ком правцу треба да се прилагоде, чини се да подстицање прецизности такође смањује ефекте сидрења.
Овај модел није без критика. Заговорници алтернативних теорија су истраживачи критиковали овај модел, тврдећи да је применљив само када је почетно сидро изван опсега прихватљивих одговора. Да користимо ранији пример, пошто Махатма Ганди очигледно није умро са 9 година, људи ће се одатле прилагодити. Међутим, ако би се дао разуман број, не би било прилагођавања. Према томе, ова теорија не може, по мишљењу њених критичара, да објасни све случајеве ефекта сидрења.

### Селективна приступачност
Алтернативно објашњење у вези са селективном приступачношћу изведено је из теорије која се зове "тестирање потврдних хипотеза". Укратко, селективна приступачност предлаже да када добије сидро, судија (тј. особа која доноси неки суд) процени хипотезу тако да сидро буде одговарајући одговор. Под претпоставком да није, судија прелази на другу претпоставку, али не пре него што приступи свим релевантним атрибутима самог сидра. Затим, када оцењује нови одговор, судија тражи начине на које је сличан сидру, што резултира ефектом сидрења. Разне студије су пронашле емпиријску подршку за ову хипотезу. Ово објашњење претпоставља да судија сматра сидро прихватљивом вредношћу тако да не буде одмах одбачено, што би онемогућило разматрање његових релевантних атрибута. На пример, онлајн експеримент је показао да оцене претходних чланова гомиле могу деловати као сидро.

### Промена става
Недавно је предложено треће објашњење сидрења у вези са променом става. Према овој теорији, давање сидра мења нечије ставове како би били повољнији према одређеним атрибутима тог сидра, утичући тако на будуће одговоре да имају сличне карактеристике као и сидро. Водећи заговорници ове теорије сматрају да је то алтернативно објашњење у складу са претходним истраживањима о сидрењу и прилагођавању и селективној доступности.

## Фактори који утичу на сидрење

### Расположење
Широк спектар истраживања повезао је тужно или депресивно расположење са опсежнијом и тачнијом евалуацијом проблема. Као резултат тога, раније студије су поставиле хипотезу да би људи са депресивнијим расположењем склонији да користе сидрење мање од оних са срећнијим расположењем. Међутим, новија истраживања су показала супротан ефекат: тужни људи чешће користе сидрење него људи срећног или неутралног расположења.

### Искуство
Рана истраживања показала су да су стручњаци (они са високим знањем, искуством или стручношћу у некој области) били отпорнији на ефекат сидрења. Од тада, међутим, бројне студије су показале да иако искуство понекад може смањити ефекат, чак су и стручњаци подложни сидрењу. У студији о ефектима сидрења на судске одлуке, истраживачи су открили да су чак и искусни правни професионалци били погођени сидрењем. Ово је остало тачно чак и када су обезбеђена сидра била произвољна и неповезана са предметом. Такође, ово се односи на постављање циљева, где ће искуснији појединци постављати циљеве на основу својих прошлих искустава што последично утиче на крајње резултате у преговорима.

### Личност
Истраживања су повезала подложност сидрењу са већином особина личности великих пет(отвореност за искуство, савесност, екстраверзија,пријатност, неуротицизам). Људи са високим степеном пријатности и савесности имају веће шансе да ће бити погођени сидрењем, док је мање вероватно да ће они са високим степеном екстраверзије бити погођени. Друга студија је открила да су они који су веома отворени за нова искуства били подложнији ефекту сидрења.

### Когнитивна способност
Утицај когнитивне способности на сидрење је споран. Недавна студија о спремности да се плате за робу широке потрошње открила је да се сидрење смањило код оних са већим когнитивним способностима, иако није нестало. Друга студија је, међутим, открила да когнитивне способности нису имале значајан утицај на то колико је вероватно да ће људи користити сидрење.

### Претерано самопоуздање
Когнитивна уображеност или претерано самопоуздање произилазе из других фактора као што су лични когнитивни атрибути као што су знање и способност доношења одлука, смањујући вероватноћу тражења спољних извора потврде. Такође се показало да се овај фактор јавља код задатака са већим потешкоћама. Чак су и стручњаци за предмет такође били жртве таквог понашања узрокованог претераним самопоуздањем. Након проучавања неизвесних процена, упркос неколико покушаја сузбијања превеликог самопоуздања који су се показали неуспешним, Тверски и Канеман сугеришу да је ефикасно решење за превелико самопоуздање да субјекти експлицитно успоставе сидра како би се смањило превелико самопоуздање у њиховим проценама.